# Meran WineFestival

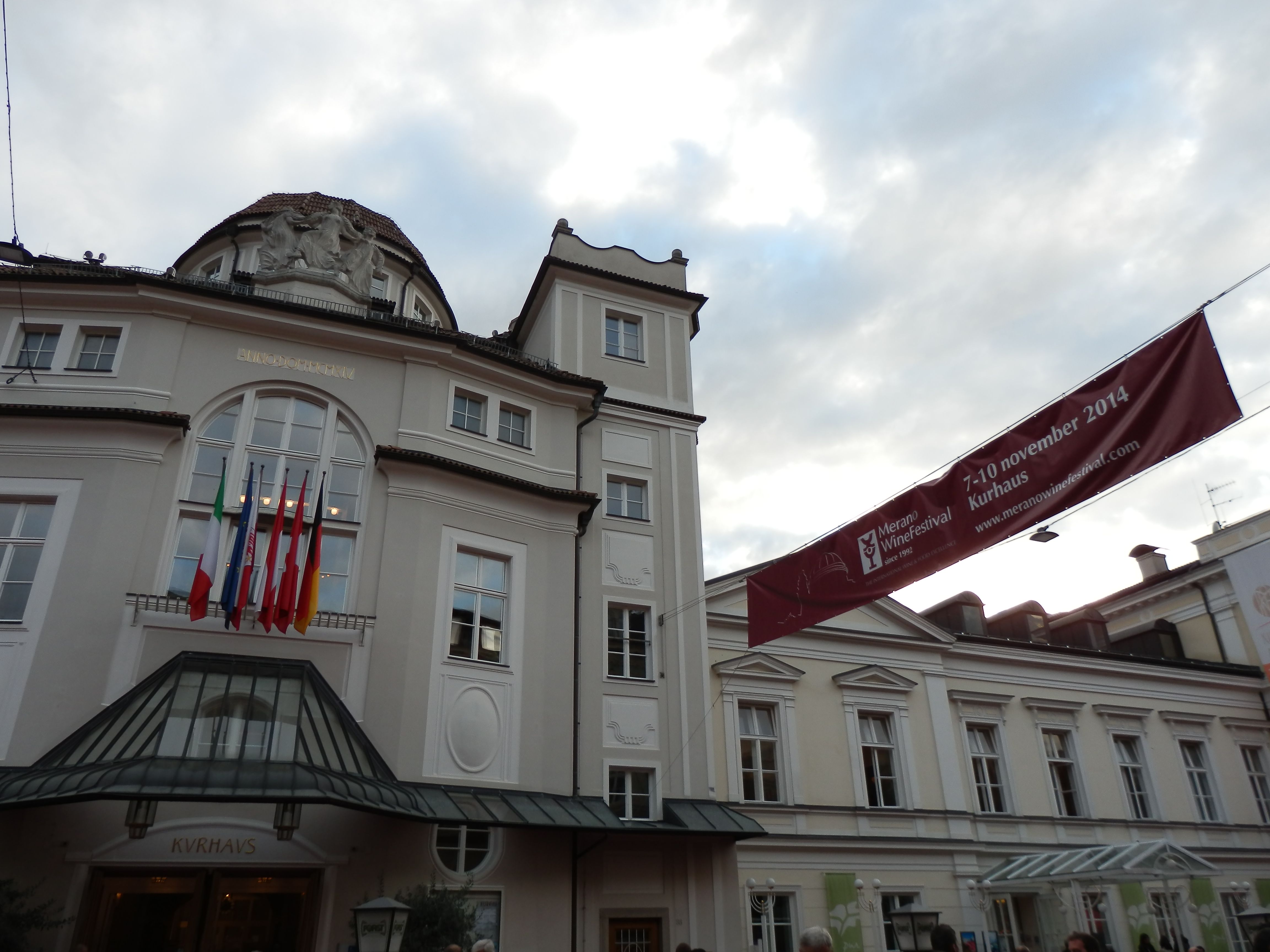
Meran WineFestival 2014: die Fassade des Kurhauses während der Weinmesse

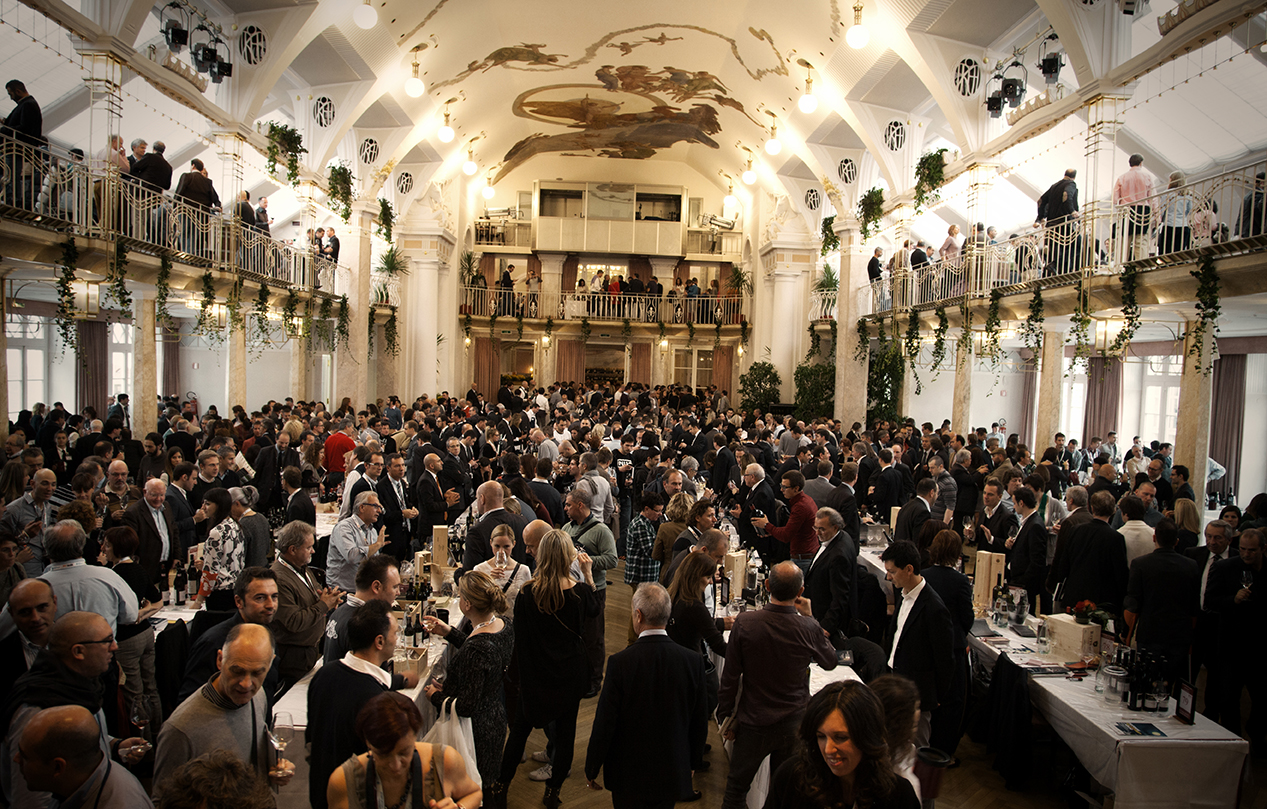
Kursaal

Das Meran WineFestival (auch Merano WineFestival) ist eine internationale Fachmesse für Weine, die seit 1992 jährlich in Meran stattfindet. Das Festival ist eines der wichtigsten Ereignisse in der italienischen Weinbranche.
Jährlich fast 500 Produzenten bekannter Weinanbaugebiete sowie Bierbrauereien und Weinbrandbrennereien bieten die Verkostung ihrer Spitzenprodukte im lokalen Stadtkurhaus an.
2018 wurde die viertägige Veranstaltung von mehr als 11.000 Gästen besucht.